# ワシタ郡 (アーカンソー州)
ワシタ郡（英: Ouachita County）は、アメリカ合衆国アーカンソー州の南部に位置する郡である。2010年国勢調査での人口は26,120人であり、2000年の28,790人から9.3%減少した。郡庁所在地はカムデン市（人口12,183人）であり、同郡で人口最大の都市でもある。ワシタ郡は1842年11月29日に設立され、郡名はワシタ川にちなんで名付けられた。ワシタ郡はカルフーン郡と共にカムデン小都市圏を構成している。
郡内では日刊紙「ザ・カムデン・ニューズ」が発行されている。

## 地理
アメリカ合衆国国勢調査局に拠れば、郡域全面積は739.63平方マイル (1,915.6 km2)であり、このうち陸地732.45平方マイル (1,897.0 km2)、水域は7.18平方マイル (18.6 km2)で水域率は0.97%である。

### 主要高規格道路
- アメリカ国道79号線
- アメリカ国道278号線
- アーカンソー州道4号線
- アーカンソー州道7号線
- アーカンソー州道9号線
- アーカンソー州道24号線

### 隣接する郡
- ダラス郡 - 北
- カルフーン郡 - 東
- ユニオン郡 - 南
- コロンビア郡 - 南西
- ネバダ郡 - 西
- クラーク郡 - 北西

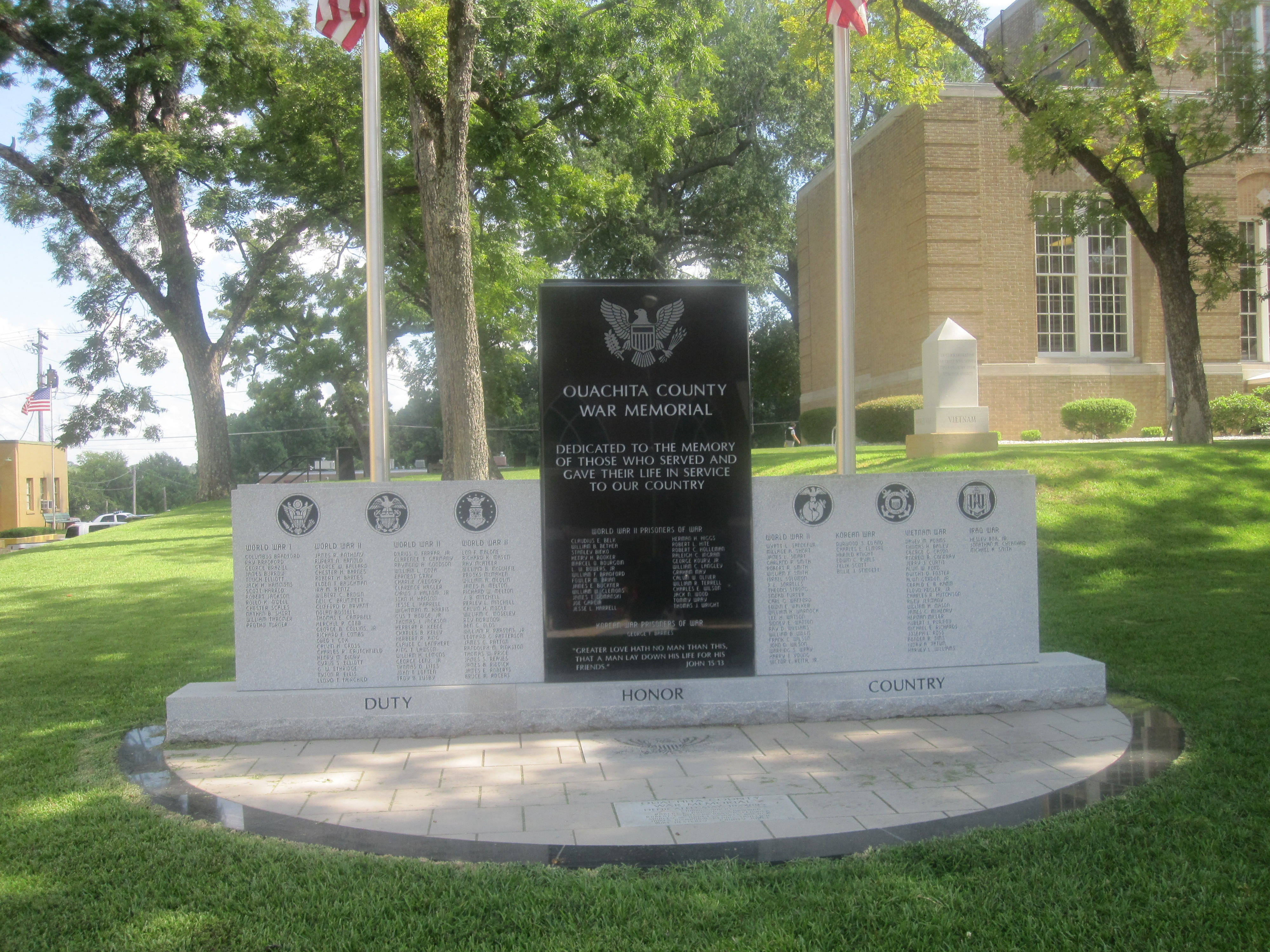
ワシタ郡退役兵記念碑、郡庁舎前芝生にある
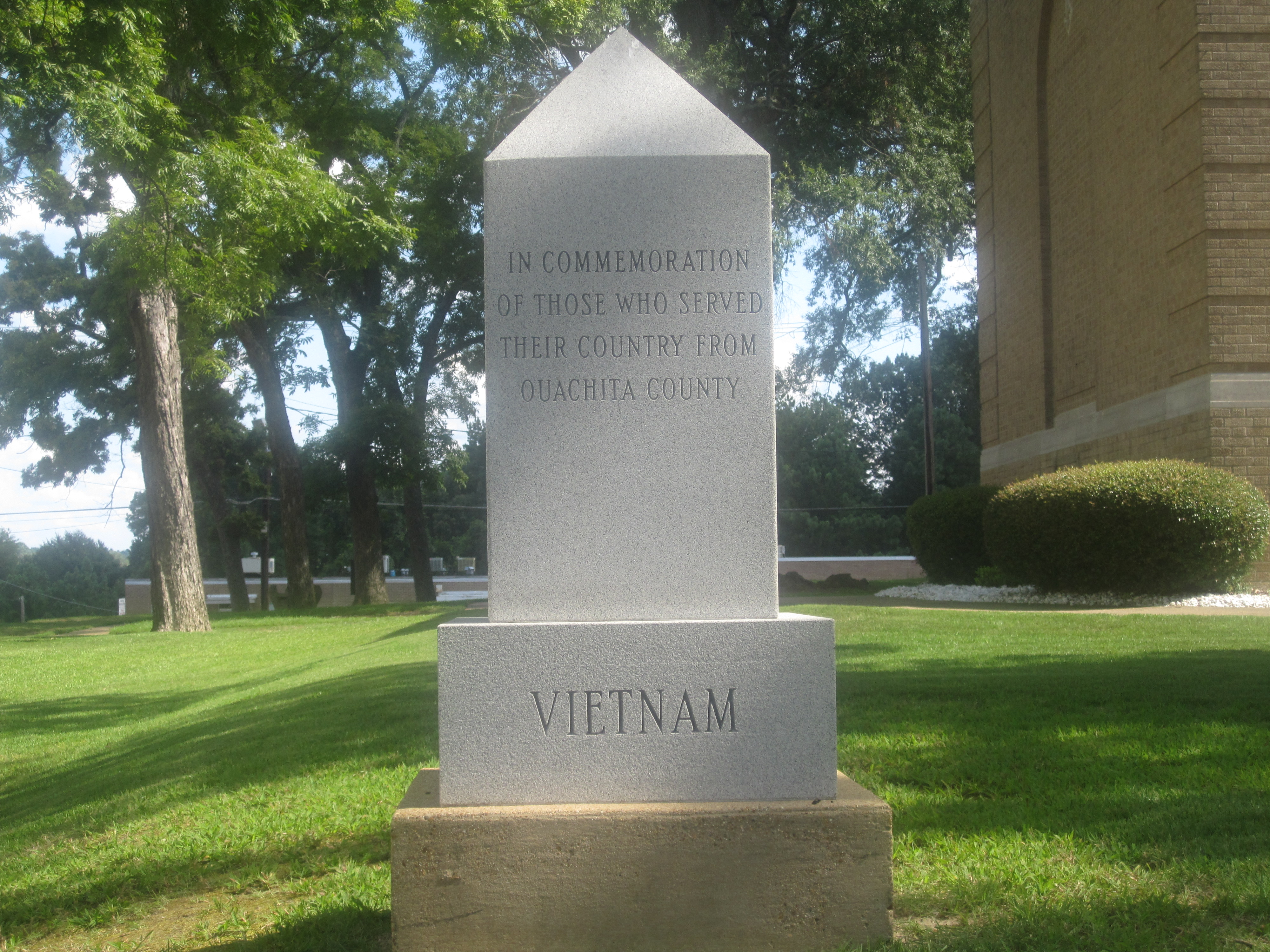
ベトナム記念碑
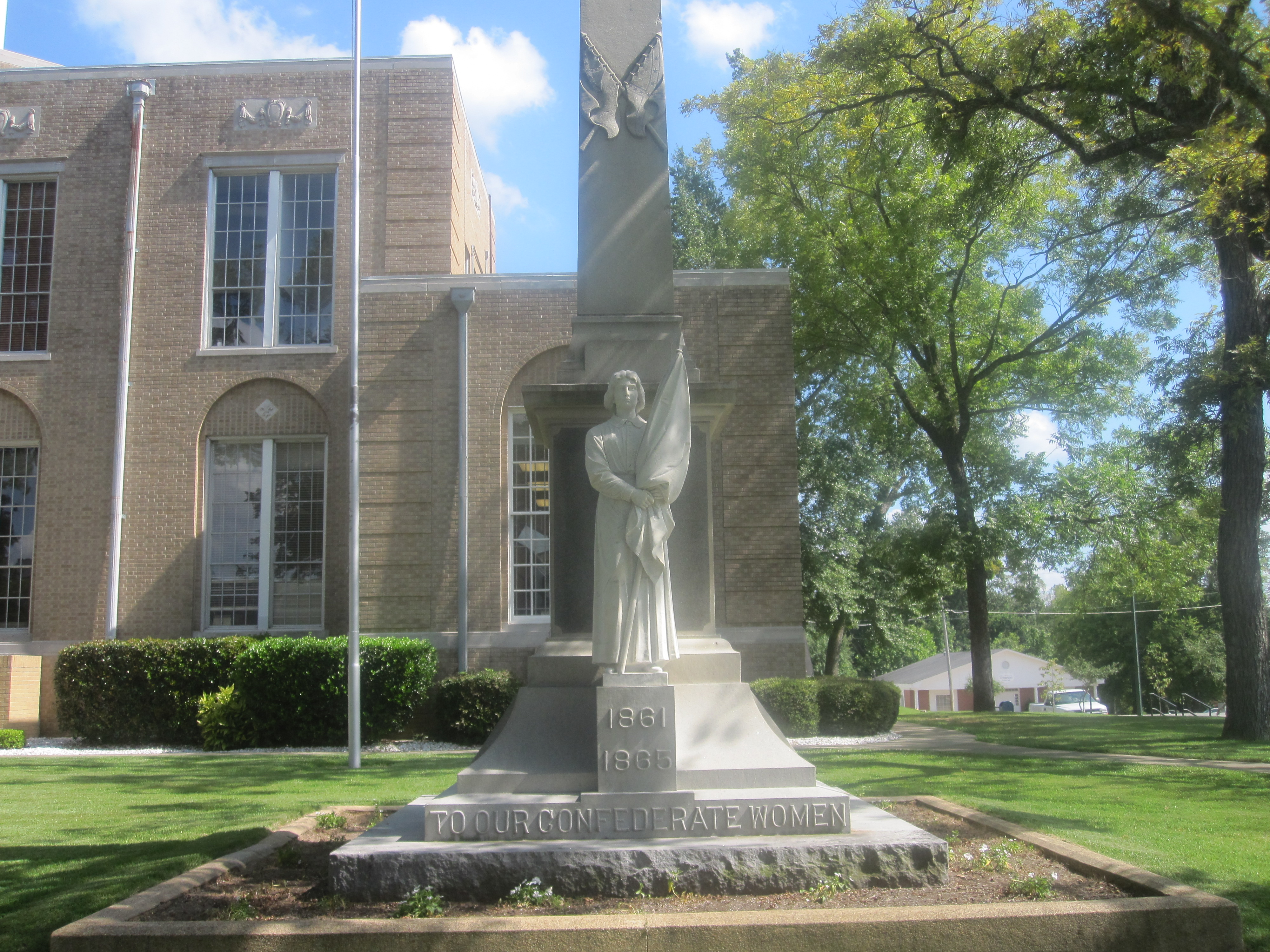
南軍女性の記念碑

## 人口動態

人口ピラミッド

以下は2000年の国勢調査による人口統計データである。
| 基礎データ - 人口: 28,790人 - 世帯数: 11,613 世帯 - 家族数: 8,071 家族 - 人口密度: 15人/km2（39人/mi2） - 住居数: 13,450軒 - 住居密度: 7軒/km2（18軒/mi2） 人種別人口構成 - 白人: 59.74% - アフリカン・アメリカン: 38.64% - ネイティブ・アメリカン: 0.25% - アジア人: 0.24% - 太平洋諸島系: 0.03% - その他の人種: 0.26% - 混血: 0.83% - ヒスパニック・ラテン系: 0.73% 年齢別人口構成 - 18歳未満: 25.9% - 18-24歳: 8.0% - 25-44歳: 25.6% - 45-64歳: 23.6% - 65歳以上: 16.9% - 年齢の中央値: 39歳 - 性比（女性100人あたり男性の人口） - 総人口: 89.8 - 18歳以上: 85.0 | 世帯と家族（対世帯数） - 18歳未満の子供がいる: 30.8% - 結婚・同居している夫婦: 50.0% - 未婚・離婚・死別女性が世帯主: 15.6% - 非家族世帯: 30.5% - 単身世帯: 28.0% - 65歳以上の老人1人暮らし: 13.5% - 平均構成人数 - 世帯: 2.45人 - 家族: 2.99人 収入と家計 - 収入の中央値 - 世帯: 29,341米ドル - 家族: 35,736米ドル - 性別 - 男性: 30,976米ドル - 女性: 18,800米ドル - 人口1人あたり収入: 15,118米ドル - 貧困線以下 - 対人口: 19.5% - 対家族数: 16.1% - 18歳未満: 26.2% - 65歳以上: 18.6% |

## 政治
ワシタ郡は民主党の強力な地盤であり、デイビッド・プライアー（在任1978年-1997年）とその息子マーク・プライアー（在任2003年-）の2人のアメリカ合衆国上院議員などを輩出したプライアー家のお膝元である。デイビッド・プライアーはアーカンソー州知事や議会議員も務めた。1972年、リチャード・ニクソン大統領が20世紀でただ1回、ワシタ郡を制した共和党候補となった。2008年の大統領選挙では、共和党のジョン・マケインが民主党のバラク・オバマに10ポイント近い差をつけてワシタ郡を制し、2004年もジョージ・W・ブッシュがジョン・ケリーを破っていた。インターナショナル製紙会社が閉鎖される以前、郡内にはかなりの数の組織化された労働者がおり、これが伝統的に民主党を支持してきた。

## 都市と町
| - ベアデン - カムデン - 郡庁所在地 | - チャイデスター - イーストカムデン | - ルーアン - スティーブンズ |

### 未編入の町
- カレンデール

### 国勢調査指定地域
- リーダー

## 郡区
アーカンソー州の郡はさらに郡区に小区分されている。各郡区には未編入領域と、編入済み自治体がある。現代の郡区にはその維持目的が限られたものになっている。アメリカ合衆国国勢調査局は郡区を元に人口を集計している。また系図調査など歴史的な目的には価値がある。1つ以上の郡区に入っている町や都市は統計調査に基づいて扱われる。ワシタ郡の郡区は下記リストの18区であり、その中に含まれる町や都市を括弧書きしている。
- ベセスダ
- ブラドリー（イーストカムデン）
- ブラッグ
- ブリッジクリーク
- キャロル
- クリーブランド
- エコールフェイバー（カムデンの大半）
- フリーオ
- ジェファーソン
- ラファイエット（カムデンの小部分）
- リバティ
- マリオン
- レッドヒル（チャイデスター、リーダーの大半）
- リバー
- スマックオーバー（スティーブンズ）
- ユニオン（ベアデン）
- バレー
- ワシントン（ルーアン）